# Hiroyuki Taniguchi
Hiroyuki Taniguchi (Yokosuka, 27 de junho de 1985) é um futebolista profissional, meio campo, milita no Sagan Tosu.

## Carreira
Taniguchi começou a carreira no Kawasaki Frontale.

## Seleção
Taniguchi fez parte do elenco da Seleção Japonesa de Futebol, nas Olimpíadas de 2008.

## Títulos
Kashiwa Reysol
- Copa do Imperador: 2012 e 2013[3]
- Supercopa Japonesa: 2012
- Copa da Liga Japonesa: 2013